# 桜田武

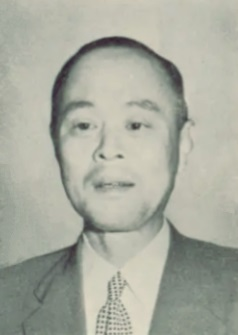
櫻田武（1904-1985）

櫻田 武（さくらだ たけし、1904年（明治37年）3月17日 - 1985年（昭和60年）4月29日）は、昭和の経営者。日清紡績（現・日清紡ホールディングス）元社長。日清紡績"中興の祖"。日経連会長、名誉会長を務め、"ミスター日経連"とも呼ばれた。「財界四天王」の一人。広島県福山市赤坂町出身。福山市名誉市民。

## 来歴・人物
1904年、商家の櫻田斉・仲子の長男として沼隈郡赤坂村（現在の福山市赤坂町）に生まれる。広島高師附属中学校、第六高等学校を経て1926年（大正15年）に東京帝国大学法学部を卒業。紙恭輔は広島高師附属中学の一級上。六高柔道部で同郷で、後に「財界四天王」とともに呼ばれる生涯の盟友・永野重雄に誘われ高専柔道界の王座を築く。東京帝国大学卒業後、日清紡績に入社。当時社長であった宮島清次郎の目に留まり要職を歴任。名古屋支店長だった1939年、35歳のとき召集され、砲兵少尉として中国戦線武漢に就く。
宜昌作戦中に留守隊に急襲してきた中国軍と応戦し、刀剣による白兵戦となり、刀の使い方などまるで知らず、丸腰で得意の柔道で次から次へと片っ端から中国兵を投げ飛ばして中国軍を退却させた。
1942年中尉で除隊し日清紡に復帰。終戦後の1945年に41歳で同社社長に就任し、日清紡績を産業界髄一の企業に育て上げた。終戦後の混乱期にラジカルな労働攻勢に出る労働者側と闘う、経営者側の代表的人物として日経連設立に尽力。1949年総理事、1960年には代表常任理事、1974年には会長に就任した。日経連の創立から1979年名誉会長に退くまで"日経連の実質的リーダー"で、象徴的存在であった。戦後の日本経済の復興、企業の再建も五里霧中の時代から労使関係の正常化に尽力。戦後、師匠・宮島を通じて吉田茂と関係を持ち、以降、「財界主流派」として政界にも強い影響力を持った。池田勇人内閣時には、永野重雄、小林中、水野成夫とともに「財界四天王」（三鬼陽之助が命名）と呼ばれるようになり、1975年からは土光敏夫らとともに、行財政改革の中心的存在となった。戦後の日本経済の基盤を築いた人物の一人である。1985年に81歳で死亡するまで、政界、財界に多大なる影響を与え続けた。

### 財界の代表的闘士として
戦後の1945年、41歳の若さで日清紡の社長に就任後まもなく、1946年4月に発足した経済同友会創設に参加。ここで若手理論家として、おおいに嘱望される。戦時中に仕事の付き合いがあった鹿内信隆と桜田はこの会の主導メンバーで後にコンビを組む。当時から桜田は鹿内に目を付け、後の日本経営者団体連盟（日経連）設立時には日本電子工業の常務であった鹿内を引き抜いた。鹿内を見出したのは桜田である。1946年6月、桜田は諸井貫一、三鬼隆らと対労働の専門組織として関東経営者協会を発足させる。戦後間もなく、幣原内閣の労働組合法を制定で、多くの企業に労組ができると、これを日本共産党に指導され各地で労働争議が起こるが、GHQが労働対策のためのセクションを企業に設けることを許さず、経営者は避けて逃げまわり、労働者側のワンサイド・ゲームとなって各地で吊し上げや人民管理がおこなわれた。"根っこからの資本家魂"を持った桜田には、経済同友会の活動は、過激な労働争議に脅える経営物側の"単なる仲良し団体"に見えて次第に気持ちが離れてゆく。大塚万丈などが唱えた「修正資本主義」が同友会の主流となると、そんな考えでは実際に経営はできないと考えるようになる。関東経営者協会の初代は足立正委員長＝諸井貫一副委員長であったが、労使激突の時代で倒れ、桜田委員長＝鹿内信隆副委員長という労務問題でのコンビが再成立、これが1948年4月、経営者が団結して戦うための戦略本部・日本経営者団体連盟（日経連）設立に至る。日経連は桜田を中心に発足されたもので、桜田は「闘う日経連」の総理事(のちに会長に改称)に選ばれ、労務対策司令部隊長役を務める。戦後の混乱期の多くの労働争議で矢面に立つが、柔道で鍛えた果敢な気力で、三井三池争議など、各地で起こったラジカルな労働攻勢を乗り切った。

#### 共同調査会と反共活動
1950年代半ば、日本共産党が武力闘争主義からソフト路線へと戦術を転換、"歌って踊って恋をして"を謳い文句に、組織拡大を図る民青が下部組織の労音を通じて、積極的に歌ごえ運動を展開、青少年の間へ急速に浸透し、企業内にも勢力を拡大して党員の組織化を行っていた。左翼勢力の拡大を危惧した桜田は1955年9月、その食い止めを目的とする「共同調査会」という秘密裏の団体を設立。この「共同調査会」を軸に広範な反共活動を行う。代表は植村甲午郎であったが、実質上のリーダーは桜田で、日経連の分身というべき、この団体の設立にあたり「自由主義経済を守り抜こう」と桜田の呼びかけに応じ有力者が続々と集まった。東京財界から桜田、植村、永野重雄、小林中、水野成夫、今里廣記、佐藤喜一郎、大阪財界の芦原義重、松下幸之助、堀田庄三、松原与三松、名古屋財界から野渕三治の計12人を幹事、小坂徳三郎、鹿内信隆、井深大、早川勝、坪内嘉雄、田代茂樹、諸井貫一、盛田昭夫らを幹事補佐とした。会の性格上、表に堂々とは出られず、あくまで覆面組織として通し、事務所は日比谷の日活ビル（のち日比谷パークビル、現在のザ・ペニンシュラ東京）の一室に置き、表札も付けず、月に1回このメンバーが集まった。特に1959年の三井三池争議は、財界人にとって敗北は絶対に許されない天下分け目の戦いであったが、「共同調査会」は、財界（使用者側）の勝利を収めるべく、三井争議の会社側である三井鉱山を支援し、三井争議の資金援助や支援組織作り及び、鎮圧にあたる。また政府側の責任者である松野頼三労働大臣がまったくノータッチで動かないため、第1次岸改造内閣で石田博英を労相に桜田らが推した。石田は、この三井争議での功績から労相ばかりやることになる。先の労音に対抗する手段としては、音楽文化協会（音協）及び、全国文化団体連盟（全文連）を結成させた。また企業に浸透した共産党員の洗い出し、民社党への結党資金の提供、日教組の分裂工作などの他、ニッポン放送設立、フジテレビ開局、産業経済新聞社買収に於けるこのグループを中心とした支援も、メディアを通じた反共対策の一端ともいわれる。「共同調査会」は1968年11月までの13年間活動を続けた。鹿内信隆は「解散の理由は共産主義、社会主義に対する危機感が薄らいだ。国民協会ができて政治のための金がケタ違いに多くなり"財界四天王"が財界を動かせなくなった。佐藤栄作が企業を遠ざけ財界をバカにするようになったこと」と話している。勿論これは「財界四天王」が君臨した時代の衰退を意味する。

### 財界主流派として
師・宮島が帝大同期の吉田茂を支援し政権を取ったことで、宮島―吉田体制の裏方として、小林中、水野成夫、山本為三郎とともに働く。吉田が政界第一線を引退すると、宮島は政策委員を辞し、政界関係のバトンは桜田に渡された。桜田―池田勇人は、第二の宮島―吉田となる。池田は同郷で県人会等で古くからの知り合いでもあり、大蔵次官時代の池田を桜田が宮島、吉田に紹介したのが池田の政界入りの契機。1949年の第3次吉田内閣の発足時に宮島を通じて吉田茂首相に池田を大蔵大臣に推薦した。戦後GHQにより財閥が解体され、非財閥系の大企業も解体されて、一種の真空状態になった。その真空状態や乱世の財界を取り仕切ったのが、宮島の弟子というべき桜田、小林、水野と、後に加わった永野重雄の「財界四天王」と彼らに繋がる人々で、敗戦の混乱期に日本経済の基盤作りを行い、戦後の政財界の舞台裏を取り仕切ることになる。このグループは、経済同友会、日経連、経団連、商工会議所などをまとめて、それを「財界の総意」という形にして政界に圧力をかけた。それは一国の総理を決めたり、辞めさせたりする程の力を持っていた。

### 日清紡社長として
戦後の1945年に41歳で社長に就任した際、いち早く精密機械、自動車、エレクトロニクス分野等、現在につながる「非繊維部門」への本格参入を決断した。紡績業は戦後の日本経済復興を主導したが。1950年代半ばをピークに伸びが落ち、重工業化に伴って斜陽した。多くの同業者は社名を変え、合成繊維に転換、オイルショック後、紡績業界が軒並み無配に転落した中にあって、日清紡一社だけが、唯一の安定配当会社として残った。桜田は財界指導者としての立場と、企業経営者としての立場を併立させながら、ともに成功を見た。新入社員には「日清紡は自由主義である」と強調し「フリードリヒ・ハイエクも自由主義の重要さを説いた」と話していたという。19年間社長をつとめ1964年、「社長は60歳まで」という宮島の遺訓を守り取締役会長に退く。

### 日経連会長として
春闘ベースアップ（ベア）が1972年16%、1973年21.7%と高水準で推移していた中、1973年秋に第一次オイルショックが起こり、インフレーションが急速に進んだ。その影響を受けた翌1974年は32.9%という史上最高水準を記録した。戦後初めて実質マイナス成長となった（高度経済成長が終焉した）こともあり、日本経済の行方に危機感を覚えた櫻田は1974年5月に「大幅賃上げの行方研究委員会」を日経連内に設置し、有識者を交え議論を尽くした。その結論は、急速なインフレ進行の原因は、実質経済成長率が低下しているにもかかわらず、大幅な賃上げが実施されていることであるとし、生産性の範囲内で賃上げを実施する必要性を宣言し労使に大幅な賃上げ自粛を求め、ベースアップ率を1975年は経過措置として15%以下で、1976年以降は1桁台とするガイドラインを設定した。その結果、1975年の春闘ベースアップは13.1%に急降下、1976年には8.8%の1桁台となり、急速なインフレは終息し日本経済の混乱は避けられた。これらは「日経連に桜田会長あり」を印象づけた。その後、「大幅賃上げの行方研究委員会」は「賃金問題研究会」→「労働問題研究委員会」→「経営労働政策委員会」（日本経団連）と引き継がれ今日まで存続、毎年発行される報告書は日本経済の諸課題、企業の課題を踏まえた経営のあり方を示す指針として広く読まれている。

### 事業家として
日清紡以外の事業家としての業績として山下太郎の事業意欲に心を打たれて、桜田個人の決断としてアラビア石油に出資し創立に関与した。この関係でアラビア石油創設以来、監査役を務めた。東邦レーヨン（現・東邦テナックス）の倒産危機では、メインバンクの富士銀行（現・みずほ銀行）の岩佐凱実から頼まれ再建させた。1968年に起きた日通事件では、当時の中曽根康弘運輸大臣から日本通運の再建の一切のゲタを預けられて木島虎蔵を押し込み成功させた。他に三鬼陽之助が創立した「財界研究所」の援助など。故郷・広島への功績として永野重雄会長とともに広島県人会副会長を長く務め、また日本鋼管福山製鉄所の誘致にあたっては、池田勇人に口添えを頼むなど、側面から尽力した。また、財政制度審議会会長など、多数の要職についた。

## 逸話
- 櫻田の師、宮島清次郎に政府から叙勲の話があった時、「男が民間で一生をかけてやった仕事に役所が一等だ、二等だとランクづけするのはおかしい。櫻田行って断って来い」との命を受け、辞退の使者役となった。櫻田自身にも当然叙勲の話があったが、師・宮島に倣い叙勲を辞退した[8][42][43]。

- 叙勲は辞退したが、素朴な市民の気持ちを大事にしたいという考えから故郷・福山の名誉市民の称号だけは受けている[16]。

- 宮島が会長引退に際して、いっさい退職金を受け取らない現場を目のあたりにして、私欲を捨てて、公につくす、という指導者の処世術を学び実践した[16]。

- 1949年、第3次吉田内閣の発足で宮島を通じて吉田茂首相から「大蔵大臣は民間から採用したい。適当な人材を推薦して欲しい」と依頼を受け、大蔵省を退官し1949年1月の総選挙で初当選を果たして1ヶ月もたたない同郷の池田勇人を推薦した。宮島が考えた人材が、みな戦後のパージにかかっていたこともあったが、これを宮島が電話で「お前の党に入ったばかりの池田でどうだ」と吉田に伝えると、「君がいうなら、役人あがりではあるが、よかろう」と電話一本で決定、吉田は党内の反対を押し切って池田を第3次吉田内閣の大蔵大臣に抜擢した[17][44]。

- 池田首相時代に「財界四天王」と呼ばれた桜田と小林中、水野成夫、永野重雄の関係の始まりは、永野と桜田は同郷で六高～東大を通じて柔道部仲間。水野も一高と六高の柔道の試合で対戦経験があり、宮島が国策パルプで、元共産党員の水野と南喜一を使おうとして桜田に首実検をさせたとき、すぐに意気投合した[45]。小林は戦後の経済同友会を通じてのもので、それ以外の関係、小林-水野、小林-永野、水野-永野も経済同友会を通じてのもの。そしてこの4人に近いグループが鹿内信隆、今里広記、五島昇、小坂徳三郎である[19]。

- 1949年、GHQからの指示で国営事業の公社化が行われたが、またも吉田茂首相から「国鉄は民間の人間にやらせたい」との要請を受け、宮島が推薦したのが小林中で、桜田はその旨小林に伝えるが、一週間後、鉄道国有法などを読んだ小林が怒鳴り込んできて「あらゆる予算は国会で承認する。総裁は何も出来ない。飾りものはゴメンだ!」などと就任要請を固辞した。代わって国鉄の初代総裁になったのが下山定則である[46]。皮肉にも、この事件で小林は評価を高める[47]。

- 1949年、50年頃、後に首相となる池田勇人蔵相を中心とし、後の「財界四天王」が集まる「亥二黒会」という会合が毎月柳橋の料亭で開催されていた。池田は師・吉田と同様に財界との交流を重んじた[48]。毎回、熱い議論が繰り広げられ、桜田は池田蔵相などにも遠慮なく苦言を呈し、池田蔵相らが言葉を詰まらせる場面がしばしばあったと、当時池田蔵相秘書官を務めていた宮澤喜一元首相は語っている。なお、この「亥二黒会」は、最初はそういう名前ではなく、内輪の小人数の財界人だけの会で、一万田尚登や白洲次郎なども入っていた。そこへ池田が「俺も入れろ」と言って入ってきたが、池田と一万田が仲が悪いため、そこで小林中と水野成夫が池田を中心とした明治32年生まれ（亥の二黒）だけに会にしようと一万田と白洲に退いてもらい、小池厚之助、堀田庄三、東畑精一を加えて、明治32年生まれだけ6人の会にした[48][49][50]。

- 桜田は「亥二黒会」のメンバーではないため、この話は柳橋ではなく築地の割烹旅館「栄家」[51]でないかと思われる。この店は女将が池田、桜田と同郷の広島出身で、永野や賀屋興宣、高橋朝次郎らも根城にしていた。「財界四天王」の内、池田と桜田は特別に親しく、桜田は池田が亡くなった後も「宏池会」の面倒をよくみた[14]。「宏池会」の長が前尾繁三郎から大平正芳に交代する話し合いも桜田がこの「栄家」で進めたという[13][52]。桜田は、今里広記と二人が中心になって「春芳会」と呼ぶ大平を囲む財界人有志の団体を作って大平を支えた。このため、大平に対しても手厳しく叱責することがあったという[14]。

- 有力経済人は多くの親睦会に名を連ねており[53]、桜田は広島出身者の親睦会「やねこい会」を永野重雄とともに結成し、自身が「やねこい会」と名付けていた[53]。「やねこい」とは広島弁で「辛い」「苦しい」といった意味だが、東京に出て厳しいビジネス戦争をくぐり抜けてきた"戦士たち"の感慨が「やねこい」には込められていた[53]。永野六兄弟や田部文一郎三菱商事社長らがメンバーで、年数回集まりゴルフに興じた[53]。

- 松岡駒吉や西尾末広ら、労働界指導者との親交も厚く、1960年に民社党が設立した当初の資金の大部分は桜田が調達し、その実務は鹿内信隆が実行したという[54]。

- 桜田の真骨頂は、先見性とズバリ直言する気骨だった[1][28]。「財界四天王」の中では、他の三人よりあとになって発言や行動が話題となった[16]。1960年代から1970年代半ばには、歯に衣きせぬ発言が何かにつけてジャーナリズムの話題となった[1][20]。日経連総会や雑誌インタビューなどで「今の日本は糖尿病だ」「日本は国家不在、政治家不在の半人前国家だ」「三木首相は、日本丸の船長ではなく広報課長に過ぎない」「日本は政治は三流だが、民間と官僚が一流だからもっている」[55]などと辛辣な発言を繰り返した[1]。昭和40年不況のさなか、都議会選挙、参議院選挙での自民党惨敗にあたり、日経連臨時総会で「戦後20年かかって、この程度の政治家しか育てられなかった不明を恥ず」と財界人としては初めて保守党不信の爆弾発言をした[1]。国家不在発言は1969年10月16日の日経連総会での発言で、十年来の持論だとして「自主防衛力を高め国防のあり方を規定するための憲法改正も必要」1970年2月20日には「憲法第9条を改正して、防衛力についてははっきり書き込むべきだ。また非常事態宣言が出せるようにし、弾薬の備蓄をふやす必要がある」[56]などと改憲論を堂々と公式の場でぶち上げ物議を醸した[14][20][57][58]。

- 麻生太郎が結婚する際は仲人となった。麻生は桜田に連れられて宏池会に入ったという[59]。

- 楯の会結成の資金調達の為に藤原岩市が三島由紀夫を連れて桜田武に資金協力を申し出たが、桜田武はこれを拒否。三島に150万円を投げ銭し、三島由紀夫に対し「君、私兵はいかんよ」と言った。三島はこの件で政治の醜悪さをしったと言われている[60]。

- 小林中の追悼録の序文は桜田が書いた[61]。

- 鹿内信隆は「桜田というのは、今後ちょっと出ない男です。社会的にはいろいろな有名な人が出てくるけれども、辛抱が全然違います」[24]「私は桜田先輩から、はかりしれない影響を受け、最大の薫陶を与えられた。この先達とめぐり合えたことは、私の一生の幸せであり、誇りでもあった」と述べている[12]。

- 美術に深い造詣と鑑識を持ち、長らく根津美術館の理事を務め、美術品を購入する時には根津嘉一郎から意見を求められた。円山応挙による藤花図屏風がお気に入りだった[62]。

- 第六高等学校、東京帝国大学の仲間だった葉上照澄（千日回峰行大行満大阿闍梨、比叡山延暦寺長﨟・大僧正）が、日本国際青年文化協会を設立した時、「小生の敬愛し、同学の友である大僧正は宗教者の大悲願である世界平和のため、全世界のもろもろの宗教者が一致協力し、世界宗教連盟を創るべく尽力しております。そのためにまず学生・青年層による世界の伝統文化の交流を志され、インド、エジプトの間で十数年間に及び着実に成果をあげております。我が国が国際社会の一員として友好親善の実をあげるために、本協会の活動が必須条件であると確信するものであります。」と、経済界宛に懇切丁寧な書面をしたため、捺印して支援を要請した[63]。

## 略歴
- 1904年 出生
- 1926年 東京帝国大学法学部を卒業、日清紡績に入社。
- 1939年 従軍（～1942年）
- 1945年 日清紡績取締役社長就任。
- 1946年 経済同友会幹事就任。
- 1947年 経団連常任委員就任。
- 1948年 日本工業倶楽部理事就任。日経連副議長就任。
- 1949年 日経連総理事就任。
- 1950年 経団連常任理事就任。日本商工会議所代議員就任。
- 1953年 大倉製糸取締役相談役就任。
- 1954年 ニッポン放送発起人・取締役就任。広島県人会副会長（会長・永野重雄）就任。日本生産本部理事就任。
- 1956年 日本無線相談役就任。産業計画会議常任委員（委員長・松永安左ヱ門）就任。
- 1957年 フジテレビ監査役就任。
- 1958年 アラビア石油発起人・監査役就任。
- 1960年 日経連代表常任理事（74年より会長へ名称変更）就任。
- 1961年 JOC（日本体育協会）組織委員就任、日本実業団バレーボール連盟発足と同時に会長に就任[64]。
- 1964年 日清紡績取締役社長退任、同取締役会長就任。新日本無線取締役就任。
- 1965年 四国化成相談役就任。
- 1966年 東邦レーヨン取締役相談役就任。東京都防衛協会会長就任。財政制度審議会会長代理就任。
- 1968年 産経新聞取締役就任。日本万国博覧会理事就任。
- 1969年 東邦レーヨン取締役会長就任。
- 1970年 日清紡績取締役会長退任、同相談役就任。
- 1971年 八王子ゴルフ倶楽部取締役社長就任。
- 1972年 沖縄海洋博覧会理事就任。
- 1973年 日本国有鉄道諮問委員会委員長就任。日本ヨルダン協会会長就任。
- 1974年 産業計画懇談会代表世話人。
- 1975年 日本ベネゼラ経済協力懇談会会長就任。財政制度審議会会長就任。明治神宮総代就任。
- 1978年 北部アンデス地域経済使節団団長就任。外務省顧問就任。
- 1979年 日経連会長退任、同名誉会長就任。講道館理事就任。
- 1980年 帝人相談役就任。靖国神社奉賛会会長就任。
- 1981年 福山市名誉市民。
- 1984年 日清紡績相談役退任、同顧問就任。
- 1985年 逝去

## 関連書籍
- 櫻田武論集（櫻田武論集刊行会編・日経連出版部）
- 桜田武の人と哲学（大谷健著・日経連盟弘報部）
- 桜田武、鹿内信隆『いま明かす戦後秘史(上)』サンケイ出版、1983年。ISBN 9784383022880。
- 桜田武・鹿内信隆『いま明かす戦後秘史(下)』サンケイ出版、1983年。ISBN 9784383022897。